# Stefano Carobbi
Stefano Carobbi (né le 16 janvier 1964 à Pistoia en Toscane) est un joueur de football italien, qui évoluait au poste de défenseur, avant de devenir entraîneur.

## Biographie

### Carrière de joueur

#### Carrière en club
Stefano Carobbi joue 2 matchs en Coupe d'Europe des clubs champions et 4 matchs en Coupe de l'UEFA

#### Carrière en sélection
Il joue 7 matchs et inscrit un but avec l'équipe d'Italie espoirs.
Il joue deux matchs lors du tournoi olympique de 1988 organisé en Corée du Sud.

## Palmarès
AC Milan
| - Coupe d'Eutope des clubs champions (1) : - Vainqueur : 1989-90. - Supercoupe de l'UEFA (2) : - Vainqueur : 1989. |